# アブドゥッラー・ビン・ハリーファ・スタジアム
アブドゥッラー・ビン・ハリーファ・スタジアム（Abdullah bin Khalifa Stadium）は、カタール首都ドーハ・ドゥハイル地区にあるサッカー場で、2013年に開場された。カタール・スターズリーグのアル・ドゥハイルSCのホームグラウンドである。開場後初試合は2013年2月15日に行われたカタール・スターズリーグのレフウィヤSC対アル・ホールSC戦。